# Carlos Roberto Gallo
Carlos Roberto Gallo (Vinhedo, 1956. március 4. –) brazil válogatott labdarúgókapus.

## Pályafutása

### Klubcsapatban
Pályafutása során hosszabb időt töltött a Ponte Preta (1975–83) és a Corinthians (1984–88) csapatában. 1988 és 1989 között a török Malatyasporban szerepelt. Később játszott még az Atlético Mineiro, a Corinthians, a Guarani és a Portuguesa együttesében.  

### A válogatottban
1975 és 1993 között 37 alkalommal szerepelt a brazil válogatottban. Részt vett az 1976. évi nyári olimpiai játékokon, illetve az 1978-as, az 1982-es és az 1986-os világbajnokságon, e mellett tagja volt az 1979-es, az 1987-es és az 1993-as Copa Américán résztvevő válogatott keretének is. 

## Sikerei, díjai
Corinthians
- Paulista bajnok (1):  1988

Brazília
- Világbajnoki bronzérmes (1): 1978